# Nationaal park Radom
Het Nationaal park Radom (Arabisch: محمية الردوم الطبيعية) (ook: Nationaal park Al-Radom of Natuurreservaat Al-Radom) is een biosfeerreservaat in Soedan.
Het grootste deel van het park wordt betwist tussen Soedan en Zuid-Soedan, aangezien de regio Kafia Kingi dat de overgrote meerderheid van het nationaal park vormt, zou worden overgedragen aan Zuid-Soedan op grond van de Naivasha-akkoorden van 2005. Soedan controleert echter nog steeds grotendeels het gebied.
Het park is 1.250.970 hectare groot. De rivieren Adda en Umlasha vormen de noordelijke en zuidelijke grenzen van het park. Nationaal park Radom grenst aan het Nationaal park André Félix in de Centraal-Afrikaanse Republiek.
Radom werd in 1980 uitgeroepen tot nationaal park en in 1982 tot biosfeerreservaat. Het is gelegen in beboste savanne met veel neerslag. De jaarlijkse neerslag varieert tussen 900 en 1700 mm, terwijl de gemiddelde jaarlijkse relatieve vochtigheid tussen 57 en 65% ligt. De gemiddelde jaartemperatuur is 16 - 27 C°.
Dieren die vaak in het park worden gezien zijn onder meer: bosbok, gevlekte hyena, gestreepte hyena, groene baviaan, woestijnknobbelzwijn, patas-aap, groene meerkat en honingdas. Er bevinden zich ook een aanzienlijk aantal Afrikaanse wilde vogels, waaronder parelhoen, zadelbekooievaar, Abessijnse hoornraaf, secretarisvogel, koritrap, Afrikaanse maraboe en zwarte kroonkraanvogel.
Vanwege conflicten in de regio en beperkt toezicht heeft het park te maken met stroperij.